# Castello dei vescovi di Sigüenza
Il Castello dei vescovi di Sigüenza, è un antico maniero spagnolo della provincia di Guadalajara. 
Le origini del castello risalgono al V secolo, venne poi ampliato dai Mori e riconquistata dai Cristiani con Bernardo d'Agen nel 1123.

## Storia
Le origini delle fortificazioni di Sigüenza risalgono ai Celtiberi, che abitarono la riva destra del fiume Henares. Nel V secolo i Visigoti costruirono un piccolo castello sopra la città e, all'inizio dell'VIII secolo, i Mori costruirono un'alcazaba per difendere la zona dai re di Castiglia e León.
Nel 1123 il castello venne riconquistato da Bernardo d'Agen e nel 1298, durante la battaglia contro Ferdinando IV di Castiglia, fu brevemente preso dalle truppe di Alfonso de la Cerda ma presto riconquistato dai vassalli del vescovo.
Verso la fine del XVIII secolo, il vescovo Juan Díaz de la Guerra modificò l'aspetto del castello, trasformandolo da fortezza a palazzo episcopale, aggiungendovi finestre, balconi e scuderie. Tuttavia, nel 1808, durante la guerra d'indipendenza spagnola, il castello fu preso dai Francesi, che lo danneggiarono gravemente e ne saccheggiarono le ricchezze prima di essere riconquistato da El Empecinado. Venne usato come fortezza durante le guerre carliste ma a causa dei gravi danni subiti venne abbandonato dai vescovi.
Praticamente distrutto dopo la guerra civile, venne restaurato durante il periodo franchista e trasformato nel 1976 in un Parador.